# Costantino I
Flavio Valerio Aurelio Costantino, conosciuto anche come Costantino il Grande e Costantino I (in latino Flavius Valerius Aurelius Constantinus; in greco antico: Κωνσταντῖνος ὁ Μέγας?, Konstantînos o Mégas; Naissus, 27 febbraio 274 – Nicomedia, 22 maggio 337), è stato un imperatore romano che regnò dal 306 fino alla sua morte.
Costantino è una delle figure più importanti dell'Impero romano, che riformò largamente e nel quale permise e favorì la diffusione del cristianesimo. Tra i suoi interventi più significativi, la riorganizzazione dell'amministrazione e dell'esercito, la creazione di una nuova capitale a oriente, Costantinopoli, e la promulgazione dell'Editto di Milano sulla libertà religiosa.
La Chiesa ortodossa e le Chiese di rito orientale lo venerano come santo, presente nel loro calendario liturgico, col titolo di Eguale agli apostoli; mentre il suo nome non è presente nel Martirologio Romano, il catalogo ufficiale dei santi riconosciuti dalla Chiesa cattolica, tuttavia è considerato santo anche dai cattolici.

## Biografia

### Fonti
Le fonti primarie sulla vita di Costantino e sulle relative vicende da imperatore devono essere prese con la dovuta cautela. La principale fonte contemporanea è costituita da Eusebio di Cesarea, autore di una Storia Ecclesiastica che non manca di esaltare la gloria e la nobiltà di Costantino in quanto imperatore cristiano, a cui fece seguito una Vita di Costantino che ne costituisce una vera e propria agiografia. Anche Lattanzio, nel suo De mortibus persecutorum, delinea in modo netto la distinzione fra il pio Costantino e il perverso Diocleziano (Salona, 22 dicembre 244 – Spalato, 313). Distinzione forse non del tutto disinteressata, visto che Lattanzio, nato in Nordafrica da famiglia pagana e convertitosi al cristianesimo, dovette fuggire precipitosamente da Nicomedia, sede imperiale di Diocleziano, all'alba dell'ultima persecuzione contro i cristiani, nel 303.
La stessa cautela deve valere per la Storia Nuova di Zosimo, pagano e anticristiano, che mostra evidenti pregiudizi in senso opposto. Infine, l'appendice alla storia di Ottato di Milevi sullo scisma donatista racchiude alcune lettere che Costantino avrebbe inviato ai cristiani del Nordafrica e che, se autentiche, potrebbero rivelare alcuni tratti del pensiero dell'imperatore riguardo alla questione cristiana.

### Origini e gioventù

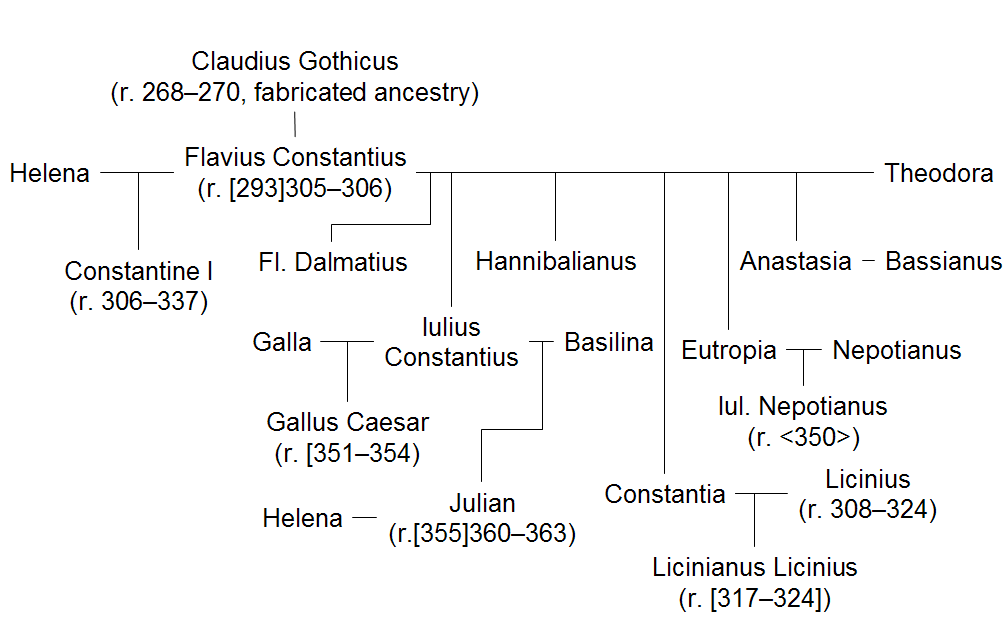
Albero genealogico della dinastia costantiniana che ha in Costanzo Cloro il vero capostipite.

Costantino nacque a Naissus (odierna Niš, in Serbia), un modesto centro situato nella provincia romana della Mesia Superiore, figlio del Cesare d'Occidente Costanzo Cloro, militare e politico romano di origini illiriche e nativo della Dardania, e di Elena, una donna greca originaria di Drepana (successivamente ridenominata Elenopoli dallo stesso Costantino in suo onore), nella Bitinia (nell'Anatolia nord-occidentale), di cui però s'ignora se fosse sua moglie o semplicemente una sua concubina. Il futuro imperatore fu di madrelingua latina e, nonostante le origini elleniche materne, ebbe sempre difficoltà nel padroneggiare il greco, tanto da doversi avvalere d'interpreti con locutori ellenofoni
. Si conosce pochissimo della sua gioventù: perfino la sua data di nascita è incerta e generalmente collocata tra il 271 ed il 275. Forse è proprio durante l'adolescenza che gli fu affibbiato il soprannome dispregiativo Trachala, da interpretare nel senso di "viscido come una lumaca".
Nel 288 Costanzo era stato nominato Prefetto del pretorio delle Gallie (cioè comandante militare) e nel marzo del 293, in base al sistema della Tetrarchia voluta da Diocleziano, fu nominato Cesare dall'Augusto di Occidente, Massimiano, di cui sposò la figliastra Teodora. Costantino fu affidato all'Augusto d'Oriente, Diocleziano, ed educato a Nicomedia presso la corte dell'imperatore, sotto il quale cominciò la carriera militare: fu tribunus ordinis primi e con questo grado fu al seguito dello stesso Diocleziano nel suo viaggio in Egitto sul finire del 296. Successivamente partecipò attivamente alla campagna contro i Sasanidi condotta da Galerio nel 297-298 per poi tornare a servizio di Diocleziano con il quale lasciò definitivamente l'Egitto nell'estate del 302 attraversando la Palestina. Tra il 303 ed il 305 combatté ancora tra le file dell'esercito di Galerio sul confine danubiano, ove si distinse nelle guerre contro i Sarmati.
Il primo maggio del 305, Diocleziano abdicò a favore del proprio Cesare Galerio e lo stesso fece Massimiano in Occidente, a favore di Costanzo Cloro. Galerio nominò proprio Cesare il nipote Massimino Daia e impose a Costanzo, con il sostegno di Diocleziano, come nuovo Cesare Flavio Severo, un ufficiale di alto rango che aveva militato tra le file dello stesso Galerio. Fu in questo frangente che Costantino raggiunse il padre in Britannia (alcune fonti vogliono che quella di Costantino sia stata una vera e propria fuga da Nicomedia, dove Galerio avrebbe voluto trattenerlo per garantirsi la fedeltà di Costanzo Cloro) e condusse con lui alcune campagne militari nell'isola.
Circa un anno dopo, il 25 luglio 306, Costanzo Cloro morì nei pressi di Eburacum, l'odierna York. Qui l'esercito, guidato dal generale germanico Croco (di origine alamanna), proclamò Costantino nuovo Augusto d'Occidente, mettendo a repentaglio il meccanismo della tetrarchia, ideato da Diocleziano proprio per porre termine all'uso ormai consolidato degli eserciti di proclamare di propria iniziativa gli imperatori. Per tale ragione Galerio, che al tempo era l'unico Augusto legittimo rimasto in carica, fu inizialmente scettico nel riconoscere l'investitura di Costantino, tuttavia alla fine si convinse a cooptarlo nel collegio imperiale ma con il rango di Cesare, promuovendo invece come nuovo Augusto d'Occidente Flavio Severo. Costantino da parte sua accettò la decisione di Galerio e, per dimostrare come riconoscesse l'autorità di Severo quale nuovo superiore in grado, cedette a quest'ultimo il controllo della diocesi Iberica, mentre a lui sarebbe rimasto il governo delle Gallie e della Britannia.

### Il periodo della guerra civile (306-324)
La sofferta nomina di Costantino a Cesare, per quanto gestita e riassorbita nei quadri della tetrarchia, aveva mostrato la debolezza del sistema di successione per cooptazione creato da Diocleziano. Infatti il 28 ottobre del 306 Massenzio, figlio dell'Augusto emerito Massimiano, scontento di essere stato tagliato fuori da qualsiasi posizione di potere, si fece acclamare imperatore a Roma con l'appoggio dei pretoriani, dell'aristocrazia senatoria e della plebe urbana. Galerio per l'occasione decise di agire senza indugi e con durezza, ordinando a Severo, che risiedeva a Milano, di marciare verso Roma per sedare la rivolta ma, giunto in prossimità della città, le truppe al suo comando disertarono poiché venute a conoscenza che Massimiano, per il quale avevano militato prima della sua abdicazione, si era schierato a sostegno del figlio. Severo, fatto prigioniero, fu poi ucciso. Galerio allora tentò di organizzare in prima persona una spedizione in Italia, ma non ottenne alcun risultato e fu costretto a ritirarsi nell'Illirico. Durante questi eventi, Costantino era impegnato sul confine renano a combattere con successo i Franchi e si era mantenuto neutrale nella disputa tra Galerio e Massenzio; Massimiano cercò dunque di farselo alleato e, per attirarlo alla sua causa, lo raggiunse a Treviri attorno alla metà del 307, offrendogli in sposa la figlia Fausta e il titolo di Augusto: Costantino accettò l'offerta di alleanza e, dopo essere convolato a nozze, si fece proclamare Augusto sul finire dell'anno. Tornato a Roma, Massimiano entrò in urto con Massenzio, al potere del quale non voleva più essere subordinato e, costretto a fuggire dalla città poiché le truppe erano rimaste leali al figlio, nella primavera del 308 fu riaccolto alla corte di Costantino in Gallia.
Galerio, nel tentativo di porre rimedio alla crisi istituzionale creatasi, nel novembre del 308 convocò a Carnuntum un convegno al quale presero parte, oltre a lui, anche Massimiano e, soprattutto, Diocleziano. In questa circostanza fu creato Augusto Liciniano Licinio, un commilitone di Galerio, mentre Costantino fu degradato nuovamente a Cesare e Massimiano dovette deporre, questa volta definitivamente, le vesti imperiali per una seconda volta. Contestualmente Massenzio fu dichiarato hostis publicus («nemico pubblico»).
Tornato deprivato di ogni potere, Massimiano iniziò a tramare contro Costantino. Sul finire del 309, approfittando dell'assenza del genero, impegnato a sedare una sollevazione dei Franchi, il vecchio Erculio si proclamò per la terza volta imperatore e, assunto il comando della truppe stanziate a Marsiglia, si arroccò nella città. Costantino, tornato in fretta dal confine renano, la pose d'assedio ma, ancor prima che iniziassero le ostilità, i soldati all'interno della città si arresero e consegnarono Massimiano, a cui fu però risparmiata la vita. Agli inizi del 310, dopo un ennesimo complotto ordito da Massimiano e sventato questa volta dalla figlia Fausta, Costantino ordinò la messa a morte del suocero e successivamente, attorno alla metà dell'anno, decise di riappropriarsi del titolo di Augusto che gli era stato tolto a Carnuntum, ottenendo stavolta il consenso di Galerio.
Alla morte di Galerio nel 311, Costantino si alleò con Licinio, mentre Massenzio con Massimino Daia. Costantino, ormai sospettoso nei confronti di Massenzio, riunito un grande esercito formato anche da barbari catturati in guerra, oltre a Germani, popolazioni celtiche e provenienti dalla Britannia, mosse alla volta dell'Italia attraverso le Alpi, forte di 90 000 fanti e 8 000 cavalieri. Lungo la strada, Costantino lasciò intatte tutte le città che gli aprirono le porte, mentre assediò e distrusse quante si opposero alla sua avanzata. Egli, dopo aver battuto due volte Massenzio prima presso Torino e poi presso Verona, lo sconfisse definitivamente nella battaglia di Ponte Milvio, presso i Saxa Rubra sulla via Flaminia, alle porte di Roma, il 28 ottobre del 312. Con la morte di Massenzio, tutta l'Italia passò sotto il controllo di Costantino.
Durante questa campagna sarebbe avvenuta la celebre e leggendaria apparizione della croce sovrastata dalla scritta In hoc signo vinces che avrebbe avvicinato Costantino al cristianesimo. Secondo Eusebio di Cesarea questa apparizione avrebbe avuto luogo proprio nei pressi di Torino.
Nel 318 circa ebbe dalla moglie Fausta Costantina.

#### Augusto d'Occidente (313-324)

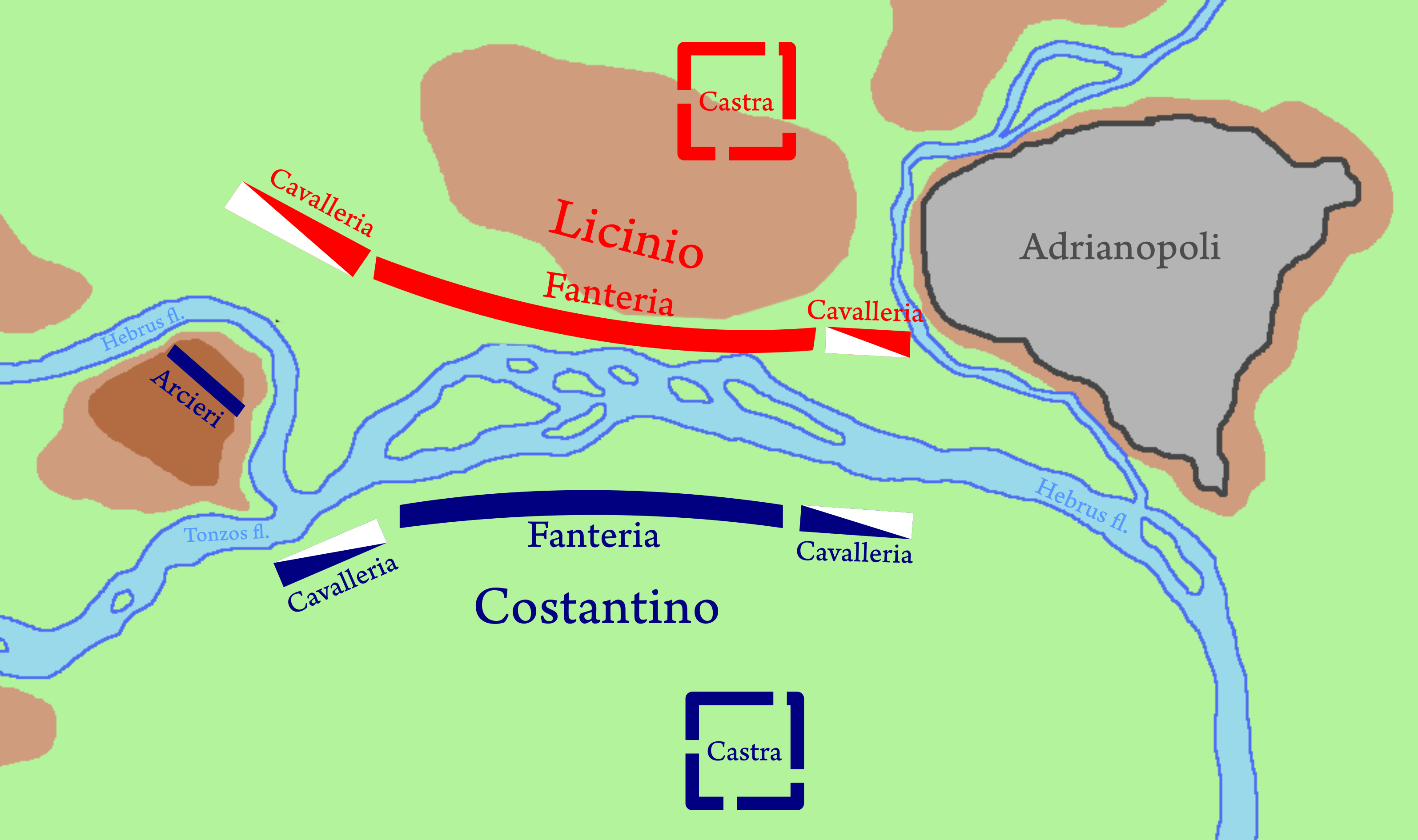
Schema della battaglia avvenuta presso Adrianopoli nel 324, dove Costantino, seppure in inferiorità numerica, prevalse su Licinio, il quale lasciò sul campo secondo Zosimo ben 34.000 armati.

L'anno seguente, nel 313, Massimino Daia veniva sconfitto da Licinio e si dava la morte. Entrando in Nicomedia Licinio emanò un rescritto (impropriamente detto editto di Milano dal luogo dove era stato concordato con Costantino), con cui a nome di entrambi gli augusti rimasti veniva riconosciuta anche in Oriente la libertà di culto per tutte le religioni, ponendo fine ufficialmente alle persecuzioni contro i cristiani, l'ultima delle quali, cominciata da Diocleziano tra il 303 e il 304, si era conclusa nel 311 su ordine di Galerio, prossimo a morire.
Il testo del decreto recita:
(Lattanzio, De mortibus persecutorum, capitolo XLVIII)
Nella prosecuzione il rescritto ordinava l'immediata restituzione ai cristiani di tutti i luoghi di culto e di ogni altra proprietà delle chiese.
Costantino e Licinio, che ne aveva sposato la sorella Costanza, entrarono una prima volta in conflitto nel 314 (in seguito alla riappacificazione l'Illirico passò a Costantino) e di nuovo nel 323. In seguito alla sconfitta di Licinio, che si arrese dopo le battaglie di Adrianopoli e di Crisopoli nel 324 e venne successivamente esiliato nella sua città natale, Tessalonica,a quel punto Costantino rimase l'unico augusto al potere.

### Unico imperatore (324-337)
Questo periodo cominciò con una serie di uccisioni, a partire da quella del suo antico rivale Licinio, avvenuta nel 325. L'anno seguente Costantino fece uccidere a Pola il figlio primogenito Crispo, figlio di Minervina, per una presunta relazione con Fausta e inoltre Liciniano, figlio della sorella Costanza e di Licinio. Quindi anche la moglie Fausta venne uccisa soffocata o annegata nel bagno termale, riscaldato oltre la temperatura normale. La leggenda vuole che Crispo sia stato eliminato in seguito all'accusa di Fausta di averla insidiata, e quindi anche l'imperatrice venne giustiziata quando Costantino riconobbe l'innocenza del figlio. Forse erano entrambi vittime di falsi delatori o Fausta volle assicurarsi l'eliminazione dei rivali dei propri figli come successori di Costantino. Il rimorso di Costantino per queste morti lo avvicinò al Cristianesimo, l'unica religione che garantiva il perdono dei peccati, secondo quanto riporta ne I Cesari il suo polemico successore Giuliano. Costantino verrà poi battezzato sul letto di morte il 22 maggio 337.

#### Una nuova capitale: Costantinopoli
Sempre nel 326 si erano iniziati i lavori per la costruzione della nuova capitale Nova Roma (Nuova Roma) sul sito dell'antica città di Bisanzio, fornendola di un senato e di uffici pubblici simili a quelli di Roma.
Il luogo venne scelto come capitale nel 324 per le sue eccezionali qualità difensive e per la vicinanza ai minacciati confini orientali e ai danubiani. Inoltre, particolare non secondario, consentiva a Costantino di sottrarsi all'influenza invadente, arrogante e irritante degli aristocratici presenti nel Senato romano, che tra l'altro erano per lo più ancora di religione pagana, a differenza dell'imperatore. La città venne inaugurata nel 330 e prese presto il nome di Costantinopoli. Rispetto alla vecchia città, la nuova era quattro volte più vasta: dove c'era un'antica porta Costantino pose un foro circolare, inoltre spostò le sue mura più a occidente di 15 stadi. Proprio qui Costantino si fece battezzare prima di morire: il suo corpo fu trasferito e seppellito nella chiesa dei Santi Apostoli. La città (oggi Istanbul) resterà poi fino al 1453 capitale dell'Impero romano d’oriente.

#### Amministrazione
Riprendendo la divisione della riforma tetrarchica dioclezianea che prevedeva due Augusti e due Cesari, l'Impero venne ridisegnato e suddiviso in quattro prefetture, tutte facenti capo a un unico Imperatore:
- delle Gallie, comprendente la Gallia transalpina, la Spagna e la Britannia;[63]
- d'Italia, comprendente l'Italia, la Sicilia, Sardegna e Corsica, e l'Africa dalle Sirti alla Mauretania Caesariensis;[63]
- d'Oriente, comprendente tutte le province orientali con l'eccezione delle isole di Lemno, Imbro e Samotracia, l'Egitto e la pentapoli di Libia, oltre alla Tracia e la Mesia inferiore;[62]
- d'Illirico, comprendente le province balcaniche, vale a dire dalla Macedonia, alla Tessaglia, a Creta all'Ellade, ai due Epiri, all'Illiria, a Dacia, Triballia e Mesia superiore, oltre alle Pannonie sino alla Valeria;[63]

All'interno di queste prefetture mantenne rigidamente separati il potere civile e politico, da quello militare: la giurisdizione civile e giudiziaria era affidata a un prefetto del pretorio, cui erano subordinati i vicari delle diocesi e i governatori delle province.
I prefetti furono, quindi, privati in parte del potere militare, lasciando loro ancora compiti di logistica militare, e diventarono amministratori delle grandi prefetture in cui era diviso l'impero. Essi svolgevano le seguenti funzioni:
1. la suprema amministrazione della giustizia e delle finanze (sostenendo anche le spese militari[67]).
2. l'applicazione e, in alcuni casi, la modifica degli editti generali.
3. controllo dei governatori delle province, i quali in caso di negligenza o corruzione venivano destituiti e/o puniti.
4. Inoltre il tribunale del prefetto poteva giudicare ogni questione importante, civile o penale, e la sua sentenza era considerata definitiva, al punto che neanche gli imperatori osavano lamentarsi della sentenza del prefetto.

Costantino poi controbilanciava l'importanza e la potenza dei prefetti del pretorio con la breve durata della carica. Ogni prefettura, divisa in tredici diocesi, di cui una (Oriente) era governata da un Conte d'Oriente, un'altra (Egitto) da un Prefetto Augusteo, e le altre undici da altrettanti Vicari o sottoprefetti, i quali sottostavano all'autorità del prefetto del pretorio. Ogni diocesi era ulteriormente suddivisa in province.
L'apparato burocratico venne snellito e suddiviso tra gli affari della corte, affidati a quattro alti dignitari, e gli affari dello Stato, affidati a tre alti funzionari: costoro, insieme con i prefetti urbani componevano il Concistorium principis o Sacrum concistorium ("Consiglio del principe" o "Sacro collegio").
I quattro dignitari che regolavano le attività della corte erano:
- il comes rerum privatarum ("ministro degli affari privati"), che si occupava di gestire il patrimonio privato dell'imperatore[69],
- il praepositus sacri cubiculi ("preposito del sacro cubicolo"), una sorta di gran ciambellano che si occupava della vita della corte imperiale e da cui dipendevano cortigiani e schiavi,
- due comites domesticorum ("ministro dei domestici"), responsabili l'uno del personale che svolgeva il proprio servizio a piedi e l'altro del personale a cavallo e della guardia imperiale.

I tre alti funzionari a cui competeva l'amministrazione dello Stato erano:
- il magister officiorum ("maestro degli uffici"), un cancellerie che si occupava dell'amministrazione interna e delle relazioni esterne,
- il quaestor sacri palatii ("questore del sacro palazzo"), con competenza in materia di leggi e di giustizia, che dirigeva inoltre il "Consiglio del principe",
- il comes sacrarum largitionum ("ministro delle sacre elargizioni"), che si occupava delle materie finanziarie statali.

La politica amministrativa di Costantino è controversa e in particolare è stata aspramente criticata dallo storico illuminista Edward Gibbon, autore di Storia del declino e della caduta dell'Impero romano (opera composta tra il 1776 e il 1788), che dà di Costantino un giudizio estremamente negativo. Per Gibbon al tempo di Costantino: si istituì un poderoso sistema burocratico, coniando cariche sconosciute in antecedenza (magnifico, illustre, conte, duca, ecc.), tali da creare un controllo vessatorio e di spionaggio su tutte le province; i pretoriani erano in numero spropositato ed erano di origine armena, con corazze di argento e d'oro; la capitale trasferita da Roma a Costantinopoli (depredando importanti opere di Fidia e altri scultori della Grecia classica) accentuò l'emarginazione del Senato romano; la tassazione esorbitante finì per spopolare anche una delle regioni (Campania) più produttive dell'Italia; si accentuò, inoltre, la disgregazione dell'esercito romano, sia con la nomina di barbari al massimo comando militare, sia con la penalizzazione economica dei soldati che salvaguardavano il confine (limes) dalle invasioni. Complessivamente, per Gibbon, neppure Caligola o Nerone fecero più danni all'impero di Costantino.

#### Politica estera e frontiere

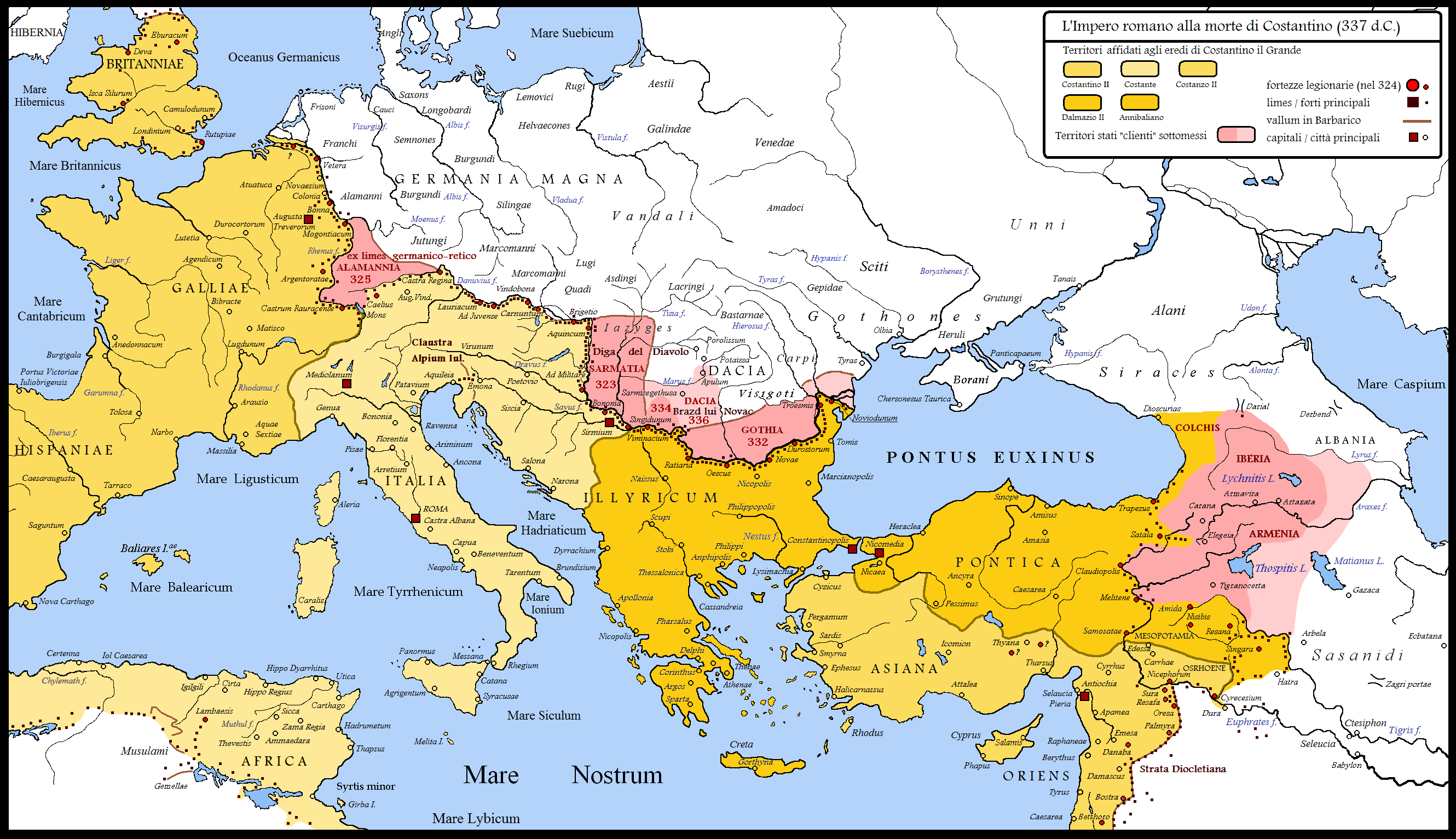
Le frontiere romane settentrionali e orientali al tempo di Costantino, con i territori acquisiti nel corso del trentennio di campagne militari (dal 306 al 337). La mappa qui sopra rappresenta anche il mondo romano poco dopo la morte di Costantino (337), con i territori "spartiti" tra i suoi tre figli (Costante I, Costantino II e Costanzo II) e i due nipoti (Dalmazio e Annibaliano)

Già ai tempi in cui era stato Cesare in Occidente, attorno agli anni 306-310, Costantino ottenne grandi successi militari su Alemanni e Franchi, di cui si dice riuscì a catturare i loro re, dati in pasto alle belve durante i giochi gladiatorii.
Divenuto unico augusto in Occidente nel 313 respinse una nuova invasione di Franchi in Gallia. Dopo una prima crisi con Licinio, al termine della quale i due augusti trovarono un nuovo equilibrio strategico nel 317, ottenne nuovi successi contro le genti barbare lungo il Danubio. Egli, infatti, batté sia i Sarmati Iazigi nel 322 sia i Goti nel 323.
Dopo il 316/317, avendo ottenuto da Licinio anche l'Illirico, Costantino non solo respinse numerose incursioni di Sarmati Iazigi e Goti (tra gli anni 322 e 332), ma potrebbe aver dato inizio alla costruzione di due nuovi tratti di limes: il primo nella pianura ungherese chiamato diga del Diavolo, formato da una serie di terrapieni che da Aquincum collegavano il fiume Tibisco, per poi piegare verso sud e collegare il fiume Mureș, percorrere il Banato fino al Danubio all'altezza di Viminacium; il secondo nella Romania meridionale chiamato Brazda lui Novac, che correva parallelo a nord del basso corso del Danubio, da Drobeta alla pianura della Valacchia orientale fin quasi al fiume Siret.
Divenuto unico augusto nel 324, affidò ai figli la difesa dell'Occidente contro Franchi e Alamanni (contro i quali ottenne nuovi successi nel 328 e il titolo di Alamannicus maximus, insieme con Costantino II) mentre lui stesso combatteva sul confine danubiano i Goti (332) e i Sarmati (335). Divise l'impero tra i figli assegnando a Costantino II Gallia, Spagna e Britannia, a Costanzo II le province asiatiche, l'Oriente e l'Egitto e a Costante I l'Italia, l'Illirico e le province africane. Alla sua morte nel 337 si preparava ad affrontare in Oriente i Persiani.
Costantino nei suoi oltre trent'anni di regno aveva aspirato a riconquistare, non solo tutti i territori appartenuti all'Impero di Traiano, ma soprattutto a diventare il protettore di tutti i Cristiani anche oltre le frontiere imperiali. Egli, infatti, costrinse molte delle popolazioni barbariche sottomesse a nord del Danubio, a sottoscrivere clausole religiose dopo averle battute più e più volte, come nel caso dei Sarmati e dei Goti. Identica sorte sarebbe toccata al regno d'Armenia e ai Persiani se non fosse morto nel 337.

#### Esercito

Mappa della ex-Dacia romana con il suo complesso sistema di fortificazioni e difesa. In grigio la cosiddetta diga del Diavolo e a destra (in verde) il Brazda lui Novac, di epoca costantiniana.

Le prime vere modifiche apportate da Costantino nella nuova organizzazione dell'esercito romano, furono effettuate subito dopo la vittoriosa battaglia di Ponte Milvio contro il rivale Massenzio nel 312. Egli infatti sciolse definitivamente la guardia pretoriana e il reparto di cavalleria degli equites singulares e fece smantellare l'accampamento del Viminale. Il posto dei pretoriani fu sostituito dalla nuova formazione delle schole palatine, le quali ebbero lunga vita poi a Bisanzio ormai legate alla persona dell'imperatore e destinate a seguirlo nei suoi spostamenti, e non più alla Capitale.
Una nuova serie di riforme furono poi portate a termine una volta divenuto unico Augusto, subito dopo la sconfitta definitiva di Licinio nel 324. La guida dell'esercito fu sottratta ai prefetti del pretorio, e ora affidata a: il magister peditum (per la fanteria) e il magister equitum (per la cavalleria). I due titoli potevano tuttavia essere riuniti in una sola persona, tanto che in questo caso la denominazione della carica si trasformava magister peditum et equitum o magister utriusque militiae (carica istituita verso la fine del regno, con due funzionari praesentalis). I gradi più bassi della nuova gerarchia militare prevedevano, oltre ai soliti centurioni e tribuni, anche i cosiddetti duces, i quali avevano il comando territoriale di specifici tratti di frontiera provinciale, a cui erano affidate truppe di limitanei. Costantino, inoltre, sempre secondo Zosimo, rimosse dalle frontiere la maggior parte dei soldati e li insediò nelle città (si tratta della creazione dei cosiddetti comitatensi):
(Zosimo, Storia nuova, II, 34.2.)
Nell'evoluzione successiva il generale in campo svolse sempre più le funzioni di una sorta di ministro della guerra, mentre vennero create le cariche del magister equitum praesentalis e del magister peditum praesentalis ai quali veniva affidato il comando effettivo sul campo.

#### Monetazione
Nel 309-310 Costantino introdusse una riforma monetaria, necessaria anche per fare fronte alla scarsità di monete d'oro. Venne, quindi, introdotto il solidus d'oro, con un peso di 4,54 g pari a 1/72 di libbra, cioè più leggero (anche se più largo e sottile) dell'aureo, che in quel momento valeva 1/60 di libbra. Si ritornò inoltre al sistema bimetallico di Augusto coniando la siliqua d'argento, di 2,27 g pari a 1/144 di libbra: il miliarense, con un valore doppio della siliqua, aveva quindi lo stesso peso del solidus. Per quanto riguarda i bronzi, il follis, ormai fortemente svalutato, venne sostituito da una moneta di 3 g, detto nummus centonionalis, cioè 1/100 di siliqua.
Fu una riforma duratura, tanto che il peso aureo del solido introdotto con la riforma di Costantino rimase invariato per secoli anche durante l'impero bizantino. Ma a livello sociale le conseguenze furono catastrofiche: tutti coloro che non avevano accesso alla nuova moneta d'oro, infatti, dovettero subire le conseguenze dell'inflazione, a causa di una svalutazione rispetto al solidus delle altre monete d'argento e di rame, che non erano più protette dallo Stato. Il risultato fu una insuperabile spaccatura tra una minoranza privilegiata di ricchi e la massa dei poveri.

#### Morte e successione

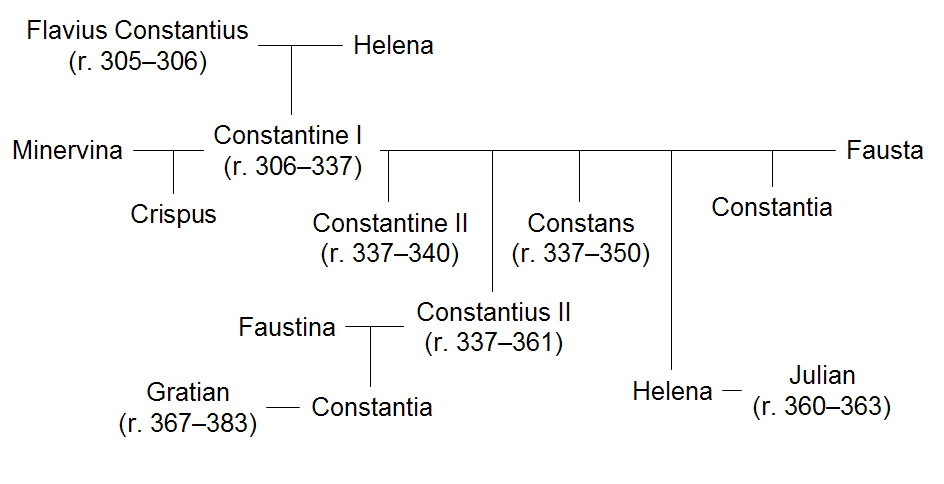
Albero genealogico della dinastia costantiniana: i discendenti di Costantino.

Costantino morì il 22 maggio 337 non molto lontano da Nicomedia (in località Achyrona), mentre preparava una campagna militare contro i Sasanidi. La sua salma fu portata a Costantinopoli e sepolta in un sarcofago nella Chiesa dei Santi Apostoli.
Costantino preferì non nominare un unico erede, ma dividere il potere tra i suoi tre figli cesari Costante I, Costantino II e Costanzo II e due nipoti Dalmazio e Annibaliano. Costanzo, che era impegnato in Mesopotamia settentrionale a supervisionare la costruzione delle fortificazioni frontaliere, si affrettò a tornare a Costantinopoli, dove organizzò e presenziò alle cerimonie funebri del padre: con questo gesto rafforzò i suoi diritti come successore e ottenne il sostegno dell'esercito, componente fondamentale della politica di Costantino.
Durante l'estate del 337 si ebbe un eccidio, per mano dell'esercito, dei membri maschili della dinastia costantiniana e di altri esponenti di grande rilievo dello stato: solo i tre figli di Costantino e due suoi nipoti bambini (Gallo e Giuliano, figli del fratellastro Giulio Costanzo) furono risparmiati. Le motivazioni dietro questa strage non sono chiare: secondo Eutropio Costanzo non fu tra i suoi promotori ma non tentò certo di opporvisi e condonò gli assassini; Zosimo invece afferma che Costanzo fu l'organizzatore dell'eccidio. Nel settembre dello stesso anno i tre cesari rimasti (Dalmazio e Annibaliano furono vittime della purga) si riunirono a Sirmio in Pannonia, dove il 9 settembre furono acclamati imperatori dall'esercito e si spartirono l'Impero: Costanzo si vide riconosciuta la sovranità sull'Oriente, Costante sull'Illirico e Costantino II sulla parte più occidentale (Gallie, Hispania e Britannia). La divisione del potere tra i tre fratelli durò poco: Costantino II morì nel 340, mentre cercava di rovesciare Costante, e Costanzo guadagnò i Balcani; nel 350 Costante fu rovesciato dall'usurpatore Magnenzio, e Costanzo divenne unico imperatore.

### Costantino e il Cristianesimo

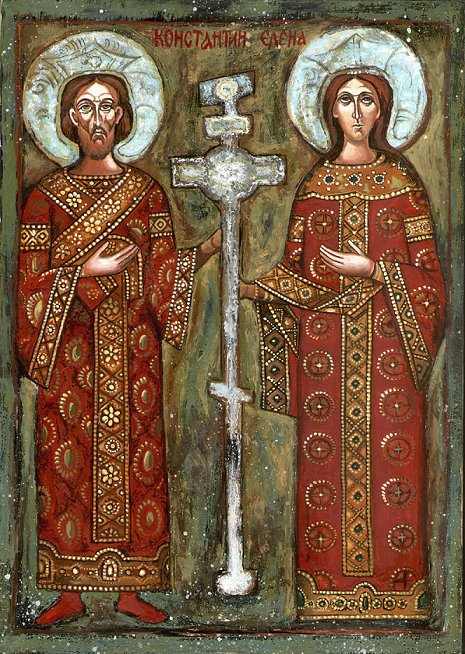
Icona ortodossa bulgara con l'imperatore e la madre Elena e la "vera croce".

Il comportamento costantiniano in tema di religione ha dato spazio a molte controversie fra gli storici; controversie particolarmente aspre quando essi hanno preteso di valutare non solo il comportamento pubblico, ma le sue convinzioni interiori. In alternativa all'opinione tradizionale, secondo cui Costantino si sarebbe convertito al cristianesimo poco prima della battaglia di Ponte Milvio, è stata, invece, asserita una sua costante adesione al culto solare, mettendo in dubbio perfino il battesimo in punto di morte.
Secondo altri, poi, la religione sarebbe stata per Costantino un puro e semplice instrumentum regni. Lo storico svizzero Jacob Burckhardt, per esempio, afferma: «Nel caso di un uomo geniale, al quale l'ambizione e la sete di dominio non concedono un'ora di tregua, non si può parlare di cristianesimo o paganesimo, di religiosità o irreligiosità consapevoli: un uomo simile è essenzialmente areligioso, e lo sarebbe anche se egli immaginasse di far parte integrante di una comunità religiosa». Secondo altri ancora, poi, occorre distinguere fra convinzioni private e comportamento pubblico, vincolato dalla necessità di conservare il consenso delle proprie truppe (se non dei propri sudditi), qualunque ne fosse l'orientamento religioso. Da questo punto di vista è utile distinguere fra il comportamento di Costantino antecedente e quello successivo alla battaglia di Crisopoli, grazie alla quale conseguì il dominio assoluto sull'impero.
Che Costantino si sia progressivamente avvicinato al cristianesimo trova comunque d'accordo molti studiosi di quell'epoca. Tra costoro, il grande archeologo e storico di estrazione marxista Paul Veyne sostiene con sicurezza l'autenticità della conversione di Costantino, ricordando, con J.B. Bury, che la sua «rivoluzione [...] fu forse l'atto più audace mai compiuto da un autocrate in spregio alla grande maggioranza dei suoi sudditi». E ciò in considerazione del fatto che la popolazione cristiana era circa il 10% del totale nel futuro Impero Romano d'Occidente.
Paul Veyne ha inoltre proposto un'interessante teoria per tentare di spiegare in modo razionale il fenomeno leggendario della visione che potrebbe aver spinto Costantino a una conversione solo apparentemente improvvisa. L'eminente studioso ipotizza che un sogno abbia potuto avere azione catalitica su un terreno psicologico predisposto da esperienze e suggestioni vissute precedentemente.
È comunque fuori di dubbio la sincerità costantiniana nella ricerca dell'unità e concordia della Chiesa, la cui necessità derivava da un preciso disegno politico che considerava l'unità del mondo cristiano condizione indispensabile alla stabilità della potenza imperiale. Costantino infatti interpretava in senso cristiano l'antico tema, caro alla Roma imperiale pagana, della pax deorum, nel senso che la forza dell'impero non derivava semplicemente dalle azioni di un principe illuminato, da una saggia amministrazione e dall'efficienza di un ben strutturato e disciplinato esercito, ma direttamente dalla benevolenza di Dio. Mentre però, nella religione romana, vi era un diretto rapporto tra il potere imperiale e le divinità, l'imperatore cristiano non poteva ignorare la Chiesa, un'istituzione che, tramite i suoi vescovi, era l'unica mediatrice della fonte divina del potere, e Costantino non poteva fare a meno di essere coinvolto nelle lotte teologiche della Chiesa. Su una tale base ideologica, questa ricerca dell'unità e della concordia dei cristiani comportava quindi anche interventi molto duri nei confronti di coloro che lo stesso imperatore considerava eretici, che erano trattati come, se non più duramente, dei pagani. I conflitti teologici si trovarono dunque ad avere una ricaduta politica, mentre d'altra parte le sorti interne dell'Impero erano sempre più dipendenti dai risultati delle lotte teologiche; gli stessi vescovi, infatti, sollecitavano continuamente l'intervento dell'imperatore per la corretta applicazione delle decisioni dei concili, per la convocazione dei sinodi e anche per la definizione di controversie teologiche: ogni successo di una fazione comportava la deposizione e l'esilio dei capi della fazione opposta, con i metodi tipici della lotta politica.

#### Il contesto religioso
Nel III secolo la religione pagana si era fortemente trasformata: sulla spinta della insicurezza dei tempi e dell'influsso dei culti di origine orientale, le sue caratteristiche pubbliche e ritualistiche avevano sempre più perso di significato di fronte a una più intensa e personale spiritualità. Si era andato diffondendo un sincretismo venato di monoteismo e si tendeva a vedere nelle immagini degli dei tradizionali l'espressione di un unico essere divino.
Una forma politica a questa aspirazione sincretistica fu data dall'imperatore Aureliano (275), con l'istituzione del culto ufficiale del Sol Invictus ("Sole Invitto"), con elementi del mitraismo e di altri culti solari di origine orientale. Il culto era diffuso nell'esercito, soprattutto nell'occidente, e a esso non furono estranei né Costanzo Cloro, il padre di Costantino, né Costantino stesso.
Costantino fu certamente il primo a comprendere l'importanza della nuova religione cristiana per rafforzare la coesione culturale e politica dell'impero romano.

#### Politica religiosa
La domenica fu elevata a giorno festivo pubblico, dedicato al Sole. La politica religiosa di Costantino formalmente fu di tolleranza verso tutti i culti, ma il nuovo imperatore si prodigò per sviluppare il culto cristiano, prima decisamente osteggiato, a danno dei culti tradizionali. I templi pagani rimasero aperti, ma vennero spogliati di molti preziosi doni votivi. 
Lo Stato iniziò a finanziare il clero pubblico e la costruzione di nuove chiese cristiane, che in alcuni casi fu l'imperatore a farle erigere personalmente, ad esempio a Roma (Antica basilica di San Pietro in Vaticano), a Betlemme (Basilica della Natività), a Gerusalemme (Basilica del Santo Sepolcro) e a Costantinopoli (Chiesa dei Santi Apostoli). In un decreto del 318 concesse che su richiesta di una sola delle parti contendenti, le cause civili potessero essere giudicate innanzi ai vescovi.
Fu concesso agli ecclesiastici l'esonero dagli oneri municipali.
Costatino fece delle leggi per moralizzare la famiglia. Nel 326 fece vietare il concubinato dei mariti, mentre nel 331 fu reso più difficile il ripudio, antenato del divorzio. Proibì che, a causa di divisioni patrimoniali, le famiglie degli schiavi venissero divise, dando così un indiretto riconoscimento ai legami tra persone schiave.

#### La religione nelle monete di Costantino

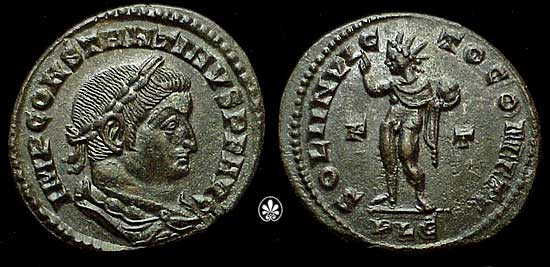
Moneta di Costantino, con una rappresentazione del Sol Invictus e l'iscrizione SOLI INVICTO COMITI, "al Sole Invitto compagno"

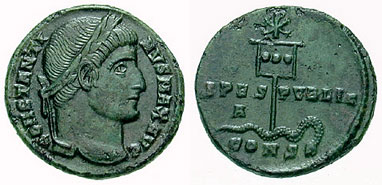
Moneta di Costantino (ca.327) con la rappresentazione del monogramma di Cristo sopra il labaro imperiale

Le monete coniate da Costantino forniscono indirettamente notizie sull'atteggiamento pubblico di Costantino verso i culti religiosi. Quando ancora ricopriva il ruolo di Cesare, alcune emissioni si inserirono nel classico filone della Tetrarchia, con dediche «al Genio del Popolo Romano» ("Gen Pop Romani"), provenienti specialmente dalla zecca di Londinium (Londra). Ancora per alcuni anni dopo la battaglia di Ponte Milvio le zecche orientali (Alessandria, Antiochia, Cyzicus, Nicomedia, ecc.) continuarono a produrre monete dedicate «a Giove salvatore» (Iovi conservatori); nello stesso periodo le monete delle zecche occidentali (Arles, Londra, Lione, Augusta Treverorum, Pavia, ecc) continuarono a coniare monete dedicate «al Sole invitto compagno» e, nel caso della zecca di Pavia, anche «a Marte salvatore» (Marti Conservatori) e «a Marte Protettore della Patria» (Marti Patri Conservatori).
L'attributo «compagno» riferito al Sole, che manca in monete analoghe di precedenti imperatori, è singolare e occorre chiedersene il significato. Normalmente viene interpretato come «al compagno (di Costantino), il Sole Invitto»; indicherebbe quindi una indiretta deificazione dell'imperatore stesso. Il vero significato, però, potrebbe anche essere completamente diverso. Nell'età imperiale, infatti, la parola latina comes, oltre che «compagno» indicava un funzionario imperiale e perciò da essa è derivato il titolo nobiliare «conte». Alle orecchie dei cristiani, quindi, questa strana legenda poteva ricordare che il sole non era un dio, ma una potenza subordinata alla divinità suprema. A sua volta l'imperatore si presentava come l'autorità suprema in terra allo stesso modo come il sole lo era in cielo; autorità, però, entrambe subordinate.
Questa interpretazione è confermata dall'emissione del 316 (durante la prima guerra civile contro il pagano Licinio), la cui legenda recita: SOLI INVIC COM DN (soli invicto comiti domini), che potrebbe essere tradotto come «al sole invitto compagno del signore», ma che sembra più logico tradurre «al sole invitto, ministro del Signore».
Verso il 319 la maggior parte delle zecche sia in oriente sia in occidente passarono a emissioni laiche benaugurali, fra cui per prima quella con la legenda «Liete vittorie al principe perpetuo» (Victoriae laetae prin. perp.).Da quell'anno dalle monete bronzee di Costantino iniziano a sparire gli dei tradizionali, come Elio, Marte, Giove, sostituiti dall'immagine solitaria dell'imperatore, che volge gli occhi verso l'alto, ad una generica divinità, che può essere interpretata sia come Cristo che come Giove. La monetazione aurea invece mantiene ancora a lungo gli dei tradizionali, forse perché rivolta ai patrizi e a persone di rango elevato, ancora legate alla religione tradizionale
Le monete con simboli cristiani o supposti tali sono rare e costituiscono solo circa l'1% delle tipologie conosciute. La zecca di Pavia (Ticinum) coniò nel 315 un medaglione d'argento in cui il monogramma di Cristo era riprodotto sopra l'elmo piumato dell'imperatore. Solo dopo la vittoria su Licinio compare la tipologia con il labaro imperiale e il monogramma di Cristo, che trafiggono un serpente, simbolo appunto di Licinio, e simultaneamente scompaiono del tutto dalle monete sia le immagini del sole invitto sia la corona radiata, altro simbolo apollineo e solare.
Nel 326 appare il diadema, simbolo monarchico di derivazione ellenistica, e poco dopo il sovrano viene raffigurato con lo sguardo rivolto in alto, come nei ritratti ellenistici, a simboleggiare il contatto privilegiato tra l'imperatore e la divinità.

#### L'ambiguitas constantiniana
Quanto sopra osservato a proposito delle monete di Costantino, cioè la volontà imperiale di presentarsi come un prediletto dal cielo, senza, però, mettere in chiaro quale fosse la divinità, può essere rilevato in molti altri aspetti dell'impero di Costantino.
Il ruolo determinante giocato da Costantino nell'ambito della chiesa cristiana (ad esempio tramite la convocazione di concili e il presiederne i lavori) non deve oscurare il fatto che Costantino svolse funzioni analoghe nell'ambito di altri culti. Egli infatti mantenne la carica di pontefice massimo della religione pagana; carica che era stata di tutti gli imperatori romani a partire da Augusto. Lo stesso fecero i suoi successori cristiani fino al 375.
Anche la battaglia di Ponte Milvio, con cui nel 312 Costantino sconfisse Massenzio, diede origine a leggende discordanti, che, però, potrebbero risalire tutte a Costantino, sempre attento a presentarsi come prescelto dalla divinità, qualunque essa fosse. Per queste leggende si veda la voce in hoc signo vinces. In questo senso si spiegano sia l'editto imperiale di tolleranza o l'editto di Milano del 313 (conferma rafforzata di un editto di Galerio del 30 aprile 311), sia l'iscrizione sull'arco di Costantino: entrambi citano una generica "divinità", che poteva dunque essere identificata sia con il Dio cristiano, sia con il dio solare. L'ambiguità dell'Editto di Milano, però, è ovvia, dato che esso fu proclamato dal pagano Licinio.
Costantino perseguiva probabilmente il proposito di riavvicinare i culti presenti nell'impero, nel quadro di un non troppo definito monoteismo imperiale. Vi fu una grande confusione da parte degli osservatori esterni del cristianesimo che portò molti ad identificare i cristiani come adoratori del sole.
Molto prima che Eliogabalo e i suoi successori diffondessero a Roma il culto siriaco del Sol invictus, molti romani ritenevano che i cristiani adorassero il sole:
(Adriano)
(Tertulliano, Ad nationes, apologeticum, de testimonio animae)
Questa confusione era senz'altro favorita dal fatto che Gesù era risorto nel primo giorno della settimana, quello dedicato al sole, e perciò i cristiani avevano l'abitudine di festeggiare proprio in quel giorno (oggi chiamato domenica):
(Giustino, II secolo)
Questa scelta liturgica era inevitabile. Il giorno del sole, infatti, non solo era proprio il primo della settimana, quello in cui Gesù era risorto, ma anche aveva una valenza metaforica teologicamente e scritturalmente corretta. L'abitudine di chiamare tale giorno "giorno del Signore" (dies dominica, da cui, appunto il nome domenica) compare per la prima volta alla fine del primo secolo (Apocalisse 1, 10) e poco dopo nella didaché, prima cioè che il culto del Sol Invictus prendesse piede.
Anche la decisione di celebrare la nascita di Cristo in coincidenza col solstizio d'inverno ha dato origine a molte controversie, dato che le date di nascita di Gesù fornite dai Vangeli sono imprecise e di difficile interpretazione. Le prime notizie di feste cristiane per celebrare la nascita di Cristo risalgono circa all'anno 200. Clemente Alessandrino riporta diverse date festeggiate in Egitto, che sembrano coincidere con l'Epifania o col periodo pasquale (cfr. Data di nascita di Gesù). Nel 204 circa, invece, Ippolito di Roma propone il 25 dicembre (e la correttezza storica di tale scelta sembrerebbe essere stata approssimativamente confermata da recenti scoperte). La decisione delle autorità romane, tuttavia, di uniformare la data delle celebrazioni proprio il 25 dicembre potrebbe essere stata stabilita in buona parte per motivi "politici" in modo da congiungersi e sovrapporsi alle feste pagane dei Saturnali e del Sol invictus.
La confusione delle date liturgiche fra i culti continuò per un certo periodo, anche perché ovviamente l'editto di Tessalonica, che proibiva i culti diversi dal cristianesimo, non determinò la conversione immediata dei pagani. Ancora ottanta anni dopo, nel 460, il papa Leone I sconsolato scriveva:
(Papa Leone I, 7° sermone tenuto nel Natale del 460 - XXVII-4)
La sovrapposizione fra culto solare e culto cristiano ha dato origine a molte controversie, tanto che alcuni hanno sostenuto che il cristianesimo sia stato pesantemente influenzato dal mitraismo e dal culto del Sol invictus o addirittura trovi in essi la sua radice vera. Questa ipotesi si forma durante il Rinascimento, ma si è diffusa negli ultimi decenni del XX secolo, tanto da essere considerata (se non accettata) perfino negli ambienti più progressisti delle chiese cristiane. Un esempio di questa ipotesi ce lo fornisce il vescovo siriano Jacob Bar-Salibi che, alla fine del XII secolo, scrive:
(Jacob Bar-Salibi)
Anche l'allora cardinale Joseph Ratzinger (poi papa Benedetto XVI) parla della cristianizzazione della festa antico romana dedicata al sole e agli dei che lo rappresentavano.
Nel 321 fu introdotta la settimana di sette giorni e fu decretato come giorno di riposo il dies Solis (il "giorno del Sole", che corrisponde alla nostra domenica).
(Codice giustinianeo 3.12.2)
Benché dopo la sconfitta di Licinio il cristianesimo di Costantino trovi sempre più conferme pubbliche, occorre non dimenticare che: «Mentre egli e sua madre abbelliscono la Palestina e le grandi città dell'impero di sfarzosissime chiese, nella nuova Costantinopoli egli fa costruire anche dei templi pagani. Due di questi, quello della Madre degli dèi e quello dei Dioscuri, possono essere stati semplici edifici decorativi destinati a contenere le statue collocatevi come opere d'arte, ma il tempio e la statua di Tyche, personificazione divinizzata della città, dovevano essere oggetto di un vero e proprio culto».
Probabilmente il progetto politico di Costantino di tollerare il Cristianesimo, se non frutto di una conversione personale autentica, nacque dalla presa d'atto del fallimento della persecuzione contro i cristiani scatenata da Diocleziano. La sconfitta così clamorosa di Diocleziano aveva dovuto persuadere Costantino che l'Impero aveva bisogno di una nuova base morale che la religione tradizionale era incapace di offrirgli. Bisognava, quindi, trasformare la forza potenzialmente disgregante delle comunità cristiane, dotate di grandi capacità organizzative oltre che di grande entusiasmo, in una forza di coesione per l'Impero. Questo è il senso profondo della svolta costantiniana, che finì per chiudere la fase movimentista del cristianesimo trascendente e aprire quella del cristianesimo politicamente trionfante. Dal 313 in poi i cristiani furono inseriti sempre di più nei gangli vitali del potere imperiale. Inoltre, alla Chiesa cristiana, già alimentata cospicuamente dal flusso delle contribuzioni spontanee dei fedeli, furono concesse numerose esenzioni e privilegi fiscali, moltiplicandone la ricchezza. Dopo l'esercito, la Chiesa cristiana grazie a Costantino stava diventando il secondo pilastro dell'Impero.

#### La leggenda della donazione costantiniana
Secondo una tarda leggenda medievale, Costantino, dopo la battaglia di Ponte Milvio, fece dono a papa Silvestro I (convinto di essere stato da lui guarito dalla lebbra), dello splendido Palazzo Laterano (di proprietà della moglie Fausta), consegnando così al papa romano la città di Roma e dando avvio, con quell'atto di devoluzione, al potere temporale dei papi, ma la cosiddetta Donazione di Costantino (nota in latino come "Constitutum Constantini", ossia "decisione", "delibera", "editto") è un documento apocrifo conservato in copia nelle Decretali dello Pseudo-Isidoro (IX secolo) e, come interpolazione, in alcuni manoscritti del Decretum di Graziano (XII secolo). Nel 1440 il filologo italiano Lorenzo Valla dimostrò in modo inequivocabile come il documento fosse un falso.

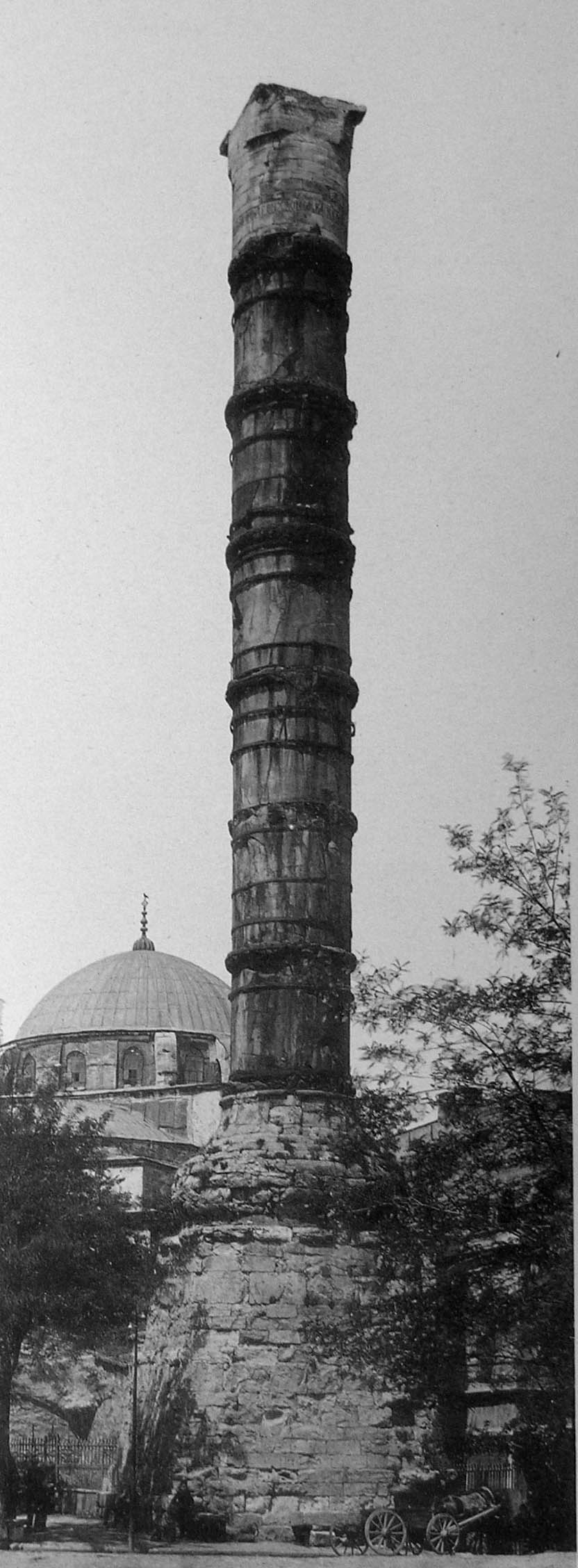
Colonna di Costantino I a Costantinopoli. Sotto di essa l'imperatore avrebbe posto amuleti pagani e reliquie cristiane a protezione della città

La leggenda della donazione quindi probabilmente voleva dare un fondatore illustre, il primo imperatore cristiano, al successivo disegno politico di imporre il Cristianesimo come unica religione ufficiale dell'impero romano. Tale sviluppo però ebbe luogo solo a partire dall'epoca tarda, con Graziano e Teodosio quindi verso la fine del IV secolo (391). Dopo la caduta dell'Impero d'occidente, nel 476, la "donazione" divenne la base giuridica del Papato per legittimare il proprio potere temporale sulla città di Roma e la sua indipendenza dall'imperatore.

#### La conversione
Costantino mantenne il titolo di Pontifex Maximus che gli spettava come imperatore e condusse una politica di mediazione tra i vari culti dell'Impero e anche tra le diverse correnti del nascente Cristianesimo.
Ricevette il battesimo cristiano solo in punto di morte, per mano di un suo consigliere, il vescovo ariano Eusebio di Nicomedia. Alcuni storici, però, ritengono che questo racconto possa essere stato tramandato per motivi politico-religiosi e propagandistici.. Va detto che il battesimo ricevuto sul letto di morte da catecumeno era un'usanza del tempo, quando non essendo stato ancora riconosciuto il sacramento della confessione si preferiva annullare tutti i propri peccati prima della morte, che avveniva così in albis.

Senza escludere l'utilità politica attesa da Costantino dall'alleanza con la Chiesa cattolica, alcuni documenti risalenti al periodo dell'Editto di Milano rivelerebbero un avvicinamento dell'imperatore al cristianesimo ben più marcato di quanto descritto da parte della storiografia, in una lettera del 314-315 di Costantino a Elafio, suo vicario imperiale in Africa, si rivolgeva infatti circa lo scisma donatista con queste parole: 
 solo dieci anni più tardi scriveva a Sapore II re di Persia con medesimi accenti: 
 ciò farebbe pensare che il battesimo venne amministrato in punto di morte a Nicomedia solo come termine di un lungo processo di conversione che non fu estraneo a contaminazioni con ambienti dell'arianesimo, nella cui fede fu battezzato. Tali contaminazioni gli costarono la mancata canonizzazione cattolica (per la Chiesa cattolica, coerentemente, la santificazione spetta solo a coloro che sono stati battezzati secondo le norme cattoliche) e gli concessero l'inserimento ufficiale solo tra i santi ortodossi; accadde diversamente per la madre Elena, che si commemora il 18 di agosto, il cui battesimo fu invece celebrato in osservanza di tale liturgia. Fu dunque l'adesione all'arianesimo negli ultimi anni della sua vita, quelli successivi alla partenza per la nuova Costantinopoli, a indurre la Chiesa di Roma a prenderne le distanze; ciò avvenne attraverso la riscrittura agiografica della vita, da parte di papa Silvestro I (314–335) così come descritta negli Actus Silvestri..
Non è altresì da escludere che sulla conversione di Costantino abbiano influito in modo determinante gli eventi succedutisi dagli inizi del IV secolo con la constatazione del fallimento delle persecuzioni del 303 e l'editto di Galerio del 311 che tentava di far rientrare la religione cristiana nell'alveo di tutte le altre religioni ammesse nell'impero, che tradiva il timore dell'universalismo del cristianesimo che metteva a rischio le istituzioni romane basate sulle differenze etniche.
Dal papiro di Londra numero 878, che contiene una parte di un editto del 324, e da un'attenta riconsiderazione storica pare che Costantino fosse animato da "un effettivo accostamento al sentimento cristiano".
Che sia stato per convinzione personale o per calcolo politico, Costantino appoggiò comunque la religione cristiana soprattutto dopo l'eliminazione di Licinio nel 324, costruendo basiliche a Roma, Gerusalemme e nella stessa Costantinopoli; conferì alle chiese il diritto di ricevere beni in eredità e quelle maggiori furono dotate di vaste proprietà; diede ai vescovi vari privilegi e poteri giudiziari, quali quello di essere giudicati da loro pari ponendo le basi al principio relativo al vescovo di Roma del prima sedes a nemine iudicatur; concesse gli episcopalis audientia. Fu in epoca costantiniana inoltre, una volta identificata la Chiesa secondo la definizione paolina di Corpus Mysticum e ritenuta capace di ricevere donazioni ed eredità, che ebbe luogo il concetto, prima sconosciuto nella legislazione romana, di persona giuridica nella successiva legislazione.

#### Il riformatore cristiano

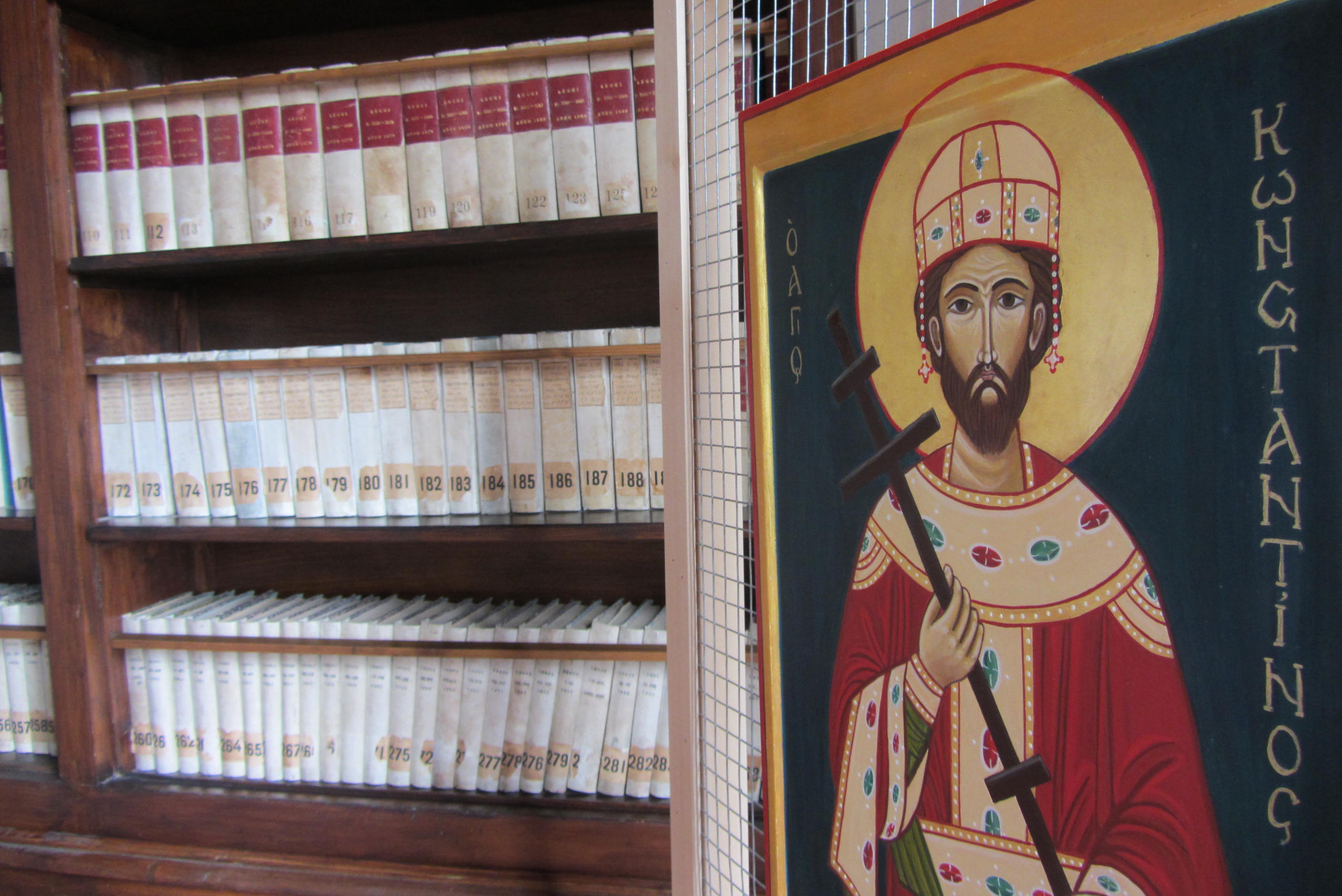
L'icona di San Costantino nel Castello di Lari (Toscana), opera realizzata per i 1700 anni dell'editto di Milano del 313

La politica di Costantino mirava a creare una base salda per il potere imperiale sull'assioma che c'era un unico vero dio, una sola fede e quindi un unico legittimo imperatore. Nella stessa religione cristiana per questo motivo era dunque importantissima l'unità: Costantino fu promotore, pur non essendo battezzato, di diversi concili, per risolvere le questioni teologiche che dividevano la Chiesa. In tali concili presenziò come pontifex maximus dei romani o "vescovo di quanti sono fuori della chiesa".
Il primo fu quello convocato ad Arelate (primo concilio di Arles), in Francia nel 314, che confermò una sentenza emessa da una commissione di vescovi a Roma, che aveva condannato l'eresia donatista, intransigente nei confronti di tutti i cristiani che si erano piegati alla persecuzione dioclezianea: in particolare si trattava del rifiuto di riconoscere come vescovo di Cartagine Cipriano, il quale era stato consacrato da un vescovo che aveva consegnato i libri sacri.
Ancora nel 325, convocò a Nicea il primo concilio ecumenico, che lui stesso inaugurò, per risolvere la questione dell'eresia ariana: Ario, un prete alessandrino sosteneva che il Figlio non era della stessa "sostanza" del padre, ma il concilio ne condannò le tesi, proclamando l'omousia, ossia la medesima natura del Padre e del Figlio.
Il concilio di Tiro del 335 condannerà tuttavia Atanasio, vescovo di Alessandria, il più accanito oppositore di Ario, soprattutto a causa delle accuse politiche che gli vennero rivolte.
L'imperatore fece costruire numerose chiese cristiane, tra cui le basiliche del Santo Sepolcro a Gerusalemme, la basilica di Mamre e la basilica della Natività a Betlemme. A Roma eleva la basilica del Laterano e la prima basilica di San Pietro. Per la sua sepoltura decise di non farsi seppellire nel mausoleo dove era già la madre a Roma, ma si fece costruire un mausoleo a Costantinopoli vicino o all'interno della chiesa dei Santi Apostoli, tra le reliquie di questi ultimi, che cercò di radunare. Eusebio di Cesarea narra che Costantino fu munifico e ornò gli edifici di oro, marmi, colonne, e splendidi arredi. Purtroppo nessuna delle basiliche originali di Costantino si è conservata fino ai giorni nostri, salvo pochi resti di fondazioni. 
In tutto l'impero, i templi pagani, salvo poche eccezioni, non vennero riconvertiti in chiese, ma abbandonati, perché inadatti al nuovo culto che richiedeva la presenza di numerosi fedeli all'interno. I culti pagani invece si svolgevano all'aperto, con la cella del tempio riservata al dio. Vi fu quindi la riconversione ad uso religioso di un particolare tipo di edificio romano, la basilica civile.

## Culto
Anche se divenuto cristiano, alla morte Costantino venne divinizzato (divus), per decreto del senato, con la cerimonia pagana dell'apoteosi, come era consuetudine per gli imperatori romani. 
Costantino, nonostante avesse iniziato a costruire un grandioso mausoleo di famiglia a Roma, lo lasciò a sua madre (il cd. Mausoleo di Elena) e volle essere sepolto a Costantinopoli,  nella Chiesa dei Santi Apostoli, divenendo così il primo imperatore a essere sepolto in una chiesa cristiana.
Costantino è considerato santo dalla Chiesa ortodossa, che secondo il Sinassario Costantinopolitano lo celebra il 21 maggio assieme alla madre Elena.
La santità di Costantino non è riconosciuta dalla Chiesa cattolica (infatti non è riportato nel Martirologio Romano), che tuttavia celebra sua madre il 18 agosto.
A livello locale il culto di san Costantino è comunque autorizzato anche nelle chiese di rito romano-latino. In Sardegna, per esempio, la festa del santo (nella tradizione religiosa sarda) ricorre il 7 luglio. Il 23 aprile invece, viene festeggiato a Siamaggiore, in provincia di Oristano, l'unico paese dell'isola in cui Costantino Magno Imperatore ne è anche il patrono. Nell'isola esistono due santuari principali dedicati all'imperatore: uno si trova a Sedilo, nel centro geografico dell'isola, in provincia di Oristano, dove il 6 e 7 luglio di ogni anno si corre l'Ardia, una sfrenata e spettacolare corsa a cavallo di origine bizantina che rievoca la vittoria del 312 a Ponte Milvio; l'altro è a Pozzomaggiore, in provincia di Sassari. Altre attestazioni minori si hanno in vari luoghi della Sicilia; l'ultimo sabato di luglio, a Capri Leone, paese in provincia di Messina, si festeggia la festività in suo onore, dove per devozione paesana egli è divenuto Santo Patrono. Suggestiva la processione serale, con il simulacro di Costantino Imperatore portato a spalla dai fedeli.

## Titolatura imperiale
| Titolatura imperiale  | Numero di volte | Datazione evento |
| --------------------- | --------------- | --- |
| Tribunicia potestas   | 33 volte:       | la prima volta il 25 luglio del 306, la seconda il 10 dicembre del 306, la terza nel settembre del 307, la quarta il 10 dicembre del 307 e poi annualmente ogni 10 dicembre fino al 337 (anno in cui non assunse l'iterazione perché premorì il 22 maggio). |
| Consolato             | 8 volte:        | nel 307 (I), 312 (II), 313 (III), 315 (IV), 319 (V), 320 (VI), 326 (VII), 329 (VIII). |
| Salutatio imperatoria | 32 volte:       | la prima nel 306 quando fu proclamato Caesar, poi nel 307 (2° e 3°), 308 (4°), poi rinnovata ogni anno dal luglio del 309 fino al luglio del 336. |
| Titoli vittoriosi     |                 | Germanicus maximus IV (nel 307, 308, 314 circa e 328-329;); Sarmaticus maximus III (317/319, 323 e 334); Gothicus maximus II (328 o 329 e 332); Dacicus maximus (336); Adiabenicus (ante 315); Arabicus maximus (tra il 315 e il 319); Armeniacus maximus (tra il 315 e il 319); Britannicus maximus (ante 315); Medicus maximus (ante 315); Persicus maximus (nel 312/313, ante 315). |
| Altri titoli          |                 | Caesar (dal 306 al 308), Filius Augustorum (dal 308 al 310) e Augustus (dal 310 al 337); Pius, Felix, Pontifex Maximus (dal 306); Invictus, Pater Patriae, Proconsul dal 310; Maximus dal 312; Victor (in sostituzione di Invictus) dal 324; Triumphator (titolo aggiunto tra il 328 ed il 332).                                                                                       |

## Località italiane in cui è attestato il culto a San Costantino imperatore
Calabria
- Calabria, Provincia di Vibo Valentia, San Costantino Calabro
- Calabria, Provincia di Vibo Valentia, Briatico, San Costantino di Briatico (frazione)

Lucania
- Basilicata, Provincia di Potenza, San Costantino Albanese
- Basilicata, Provincia di Potenza, Rivello, San Costantino (frazione)

Sardegna
- Sardegna, Provincia di Oristano, Siamaggiore, Parrocchiale di San Costantino Magno Imperatore
- Sardegna, Provincia di Oristano, Sedilo, Santuario di Santu Antinu
- Sardegna, Provincia di Sassari, Pozzomaggiore, Chiesa di San Costantino (Pozzomaggiore)

Toscana
- Toscana, Provincia di Pisa, Casciana Terme Lari, Castello dei Vicari a Lari
- Toscana, Provincia di Pisa, Casciana Terme Lari, Santuario di San Martino in Petraja a Casciana Terme

Trentino-Alto Adige
- Trentino-Alto Adige, comune di Fiè allo Sciliar, frazione di San Costantino/St. Konstantin, Chiesa di San Costantino
- Trentino-Alto Adige, comune di Naz-Sciaves, frazione di Raas, Chiesa dei Santi Egidio e Costantino